# Roman Herzog
Roman Herzog (5. dubna 1934 Landshut, Bavorsko – 10. ledna 2017 Jena) byl 7. prezidentem Spolkové republiky Německo. Úřad zastával od 1. července 1994 do 30. června 1999.

## Život
V Mnichově vystudoval práva a nastoupil na tamní univerzitu (tamtéž jmenován roku 1964 profesorem). Roku 1970 vstoupil do Křesťansko-demokratické unie CDU. V letech 1980 až 1983 zastával funkci ministra vnitra v Bádensku-Württembersku, v letech 1983 až 1987 byl místopředsedou Spolkového ústavního soudu.
Působil jako poradce kancléře Helmuta Kohla. Po dobu 7 let (1987 až 1994) předsedal Spolkovému ústavnímu soudu. Jeho manželka Christiane Herzogová zemřela 19. června 2000. Herzog se znovu oženil s Alexandrou, svobodnou paní z Berlichingenu.
Roku 1999 vedl první Konvent o budoucnosti Evropy.
Zemřel na začátku ledna roku 2017 ve věku 82 let.

## Vyznamenání
- velký záslužný kříž s hvězdou Záslužného řádu Spolkové republiky Německo – Německo, 1984
- velká čestná dekorace ve zlatě na stuze Čestného odznaku Za zásluhy Rakouské republiky – Rakousko, 1992[4]
- velkokříž s řetězem Řádu bílé růže – Finsko, 1994[5]
- velkokříž s řetězem Řádu zásluh o Italskou republiku – Itálie, 20. dubna 1997[6]
- velkohvězda Čestného odznaku Za zásluhy Rakouské republiky – Rakousko, 1997[7]
- velkokříž s řetězem Řádu Isabely Katolické – Španělsko, 1997
- čestný člen Řádu říšské koruny – Malajsie, 1997
- čestný rytíř velkokříže Řádu lázně – Spojené království, 1998[8]
- velkokříž Řádu tří hvězd – Lotyšsko, 19. května 1999 – udělil prezident Guntis Ulmanis[9]
- Řád za zásluhy Bádenska-Württemberska – Bádensko-Württembersko, 2002[10]
- Řád 8. září – Severní Makedonie, 2009 – za mimořádný přínos k rozvoji a posílení přátelských vztahů a spolupráce mezi Severní Makedonií a Německem[11]